# Саницький Мирослав Андрійович
Мирослав Андрійович Саницький (нар. 14 лютого 1950, Львів) — український будівельник. Доктор технічних наук (1991), член Академії будівництва України, відмінник освіти України. Професор НУ «Львівська політехніка».
Лавреат Державної премії України в галузі науки і техніки (2008) за цикл праць «Конструкційні матеріали нового покоління та технології їх впровадження у будівництво» в складі колективу вчених-будівельників.

## Життєпис
Закінчив з відзнакою Львівський політехнічний інститут (1971). Продовжив навчання в Київському політехнічному інституті, де 1978 року захистив кандидатську дисертацію, 1991 року — докторську дисертацію за спеціальністю «Технологія силікатних і тугоплавких неметалічних матеріалів». Від 2001 до 2006 року був директором Інституту будівництва та інженерії довкілля НУ «Львівська політехніка». З 2007 до 2011 рр. очолював катедру автомобільних шляхів, із 2011 р. — завідувач катедри будівельного виробництва.

## Наукова діяльність
Основні наукові праці присвячено будівельному матеріалознавству, хімії та технології цементів і бетонів, розробленню ресурсоощадних технологій будівельного виробництва, утилізації відходів та інженерії довкілля. Професор Саницький науково обґрунтував принципи керування процесами структуроутворення портландцементів за допомогою комплексних модифікаторів, розробив наукові основи технології отримання наномодифікованих композиційних цементів і бетонів поліфункційного призначення на їхній основі.
Автор понад 450 праць, зокрема 13 монографій і навчальних посібників. Підготував 27 кандидатів та 3 докторів технічних наук. Опонував на захисті 27 дисертацій, зокрема 9 докторських. Член редколегій низки профільних журналів. Мирослав Саницький очолює випробувальну лабораторію будівельних матеріалів і виробів при НУ «Львівська політехніка». Під його керівництвом реалізовано міжнародний проєкт «AFP-CEMIND» «Розробка альтернативного палива та його використання в цементній промисловості».